# Venserpark
Het Venserpark is een klein park in het Noord-Hollandse dorp Duivendrecht, gemeente Ouder Amstel. 
Het park is gelegen in Duivendrecht-Oost tegen de grens van de gemeente Diemen. Tot halverwege de jaren tachtig lag hier de Gooisehulpweg.Het park wordt in het oosten ontsloten door de Randweg en in het zuiden door de Van der Madeweg. In het noorden en westen grenst het park aan de bebouwing van Duivendrecht-Oost. Vanuit het oosten komt de Venserwetering in het park uit en vertakt zich in een naamloos water tussen het park en de Randweg en een klein meertje richting Populierstraat. In de lengterichting van het park loop het Venserpad. In het park bevinden zich naast gebruikelijke voorzieningen als zitbanken een aantal sportvoorzieningen waar onder een trapveld en een speeltuin.
Het park is vernoemd naar de voormalige vrij brede sloot de Venser, die verdween bij de aanleg van de Venserpolder.